# Roberto Correia
Roberto José Correia (Salvador, 10 de maio de 1876 — Salvador, 24 de dezembro de 1941) foi um poeta, professor e escritor brasileiro, imortal da cadeira número 30 da Academia de Letras da Bahia.  
 

## Biografia
Nascido em 10 de maio de 1876, em Salvador, integrou o conselho editorial da revista Nova Cruzada, que publicou seu primeiro exemplar em maio de 1901 e foi idealizada para divulgar os trabalhos da recém-criada Associação Nova Cruzada, uma agremiação literária de inspiração simbolista, que circulou até dezembro de 1910.     
Além do poeta Roberto Correia, faziam parte do corpo editorial da revista Cruzada Arthur de Salles que, em 1917 foi membro fundador da Academia de Letras da Bahia, Augusto Chaves, Firmino Pereira, Francisco Mangabeira (1879-1904), F. Ribeiro, Jonas da Silva, José Barretto, Moysés d’Oliveira, Eulychio Campos, Raphael Leal, Souza Dantas, Pereira Reis e Souza Pinto.     
A partir de 1936, Roberto Correia participou com Carlos Chiacchio da instituição do Salão de ALA - Ala das Letras e das Artes, que teve início em 1937 e se prolongou até 1949 nas dependências da Escola de Belas Artes e nos salões na Biblioteca Pública.     
Imortal da Academia de Letras da Bahia, cadeira 30.     
Morreu em Salvador aos 65 anos, em 24 de dezembro de 1941.     
O conjunto de sua obra mereceu crítica literária de Carlos Chiacchio em Paginário de Roberto Correia, publicado pós mortem em 1945. 